# RealPage
RealPage és una corporació multinacional nord-americana que ofereix programari de gestió de propietats per a les indústries d'habitatges multifamiliars, comercials, unifamiliars i de lloguer vacacional, facilitant que es puguin fixar preus estimats d'aquests habitatges. Dana Jones és presidenta del consell i directora general.

## Història
RealPage es va fundar el 1998 amb l'adquisició de Rent Roll, Inc., un proveïdor de sistemes de gestió de propietats locals per als mercats d'habitatges de lloguer multifamiliars convencionals i assequibles.
RealPage va traslladar la seva seu corporativa a Richardson, Texas el 2016, i el 2017 va adquirir quatre empreses: el proveïdor de dades del mercat d'apartaments Axiometrics, l'empresa de gestió d'energia i serveis públics American Utility Management, el proveïdor de gestió d'ingressos i preus Lease Rent Options i també On-Site, un arrendament i empresa de plataformes de màrqueting.
El 2018, RealPage va anunciar un acord per comprar l'empresa de plataformes de pagament electrònic ClickPay, ubicada a Hackensack, Nova Jersey.
El juliol de 2019, RealPage va adquirir l'empresa de gestió de serveis públics SimpleBills.
El desembre de 2019, RealPage va adquirir Buildium.
El gener de 2020, RealPage va acordar adquirir Modern Message, Inc.
El setembre de 2020, RealPage va adquirir l'empresa emergent immobiliària IoT Stratis.
El desembre de 2020, la firma de capital privat Thoma Bravo va anunciar que adquiriria RealPage per 9,6 dòlars. mil milions, pagant 88,75 dòlars per acció per a la companyia, una prima del 31% pels seus preus de tancament en aquell moment. Les seves accions van augmentar un 26% aquell any. L'adquisició es va completar l'abril de 2021.
El gener de 2021, RealPage va adquirir el proveïdor d'Internet a granel WhiteSky.

## Controvèrsia
L'octubre de 2022, ProPublica va informar que els propietaris utilitzen l'algoritme d'optimització d'actius de RealPage anomenat YieldStar (més tard rebatejat com a AI Revenue Management) per augmentar els lloguers a tot els Estats Units, nomenant els seus usuaris com a càrtel il·legal que animava els participants a retenir les unitats de lloguer del mercat. De manera aclaparadora, aproximadament el 90% dels administradors/propietaris de la propietat aproven els suggeriments de canvi de preu del programari. A més, el programari de RealPage descoratja fermament els usuaris dels propietaris de negociar els preus del lloguer amb els llogaters.
El novembre de 2022, la Divisió Antimonopoli del Departament de Justícia dels Estats Units va obrir una investigació sobre RealPage, acusada de contribuir a l'augment dels preus dels lloguers als Estats Units. Se suposa que el programari YieldStar de la companyia utilitza un algorisme per "ajudar els propietaris a imposar els lloguers més alts possibles als llogaters".
El novembre de 2023, el fiscal general del districte de Columbia, Brian Schwalb, va presentar una demanda antimonopoli per fixar preus contra RealPage i més d'una dotzena dels propietaris d'edificis d'apartaments més grans de Washington, DC, acusant-los de conspirar il·legalment per establir preus de lloguer artificialment alts per compartir dades confidencials de manera competitiva mitjançant la plataforma de gestió d'ingressos de RealPage.
L'abril de 2023, més de 20 demandes antimonopoli civils privades contra RealPage, que s'havien presentat principalment en nom dels llogaters d'apartaments plurifamiliars i que al·legaven que l'empresa va conspirar il·legalment per mantenir els preus per sobre dels preus del mercat, es van consolidar al tribunal federal de Nashville, Tennessee. El novembre de 2023, el Departament de Justícia dels EUA va presentar una "declaració d'interès" en suport de les demandes, argumentant que l'ús de dades i algorismes compartits ha d'"estar subjecte a la mateixa condemna" que altres esquemes de fixació de preus. El desembre de 2023, el jutge de districte en cap dels EUA Waverly Crenshaw va negar l'oferta de RealPage per desestimar les demandes consolidades.
El 22 de maig de 2024, l'Oficina Federal d'Investigacions (FBI) va dur a terme una incursió sense anunciar a la seu de Cortland Management a Atlanta. Aquesta acció formava part d'una investigació criminal antimonopoli del Departament de Justícia dels Estats Units (DOJ) sobre denúncies que Cortland ha estat involucrat en una conspiració per inflar artificialment els lloguers dels apartaments.